# Back office
Back office är ett engelskt uttryck som kommer från arkitekturen i vissa tidiga kontorsbyggnader i USA, där ett yttre kontor ("front office") ansvarar för försäljning, marknadsföring och kundkontakt, medan den del av företaget som sysslar med tillverkning och utveckling av produkter, liksom redovisning, kontering och bokföring fanns i ett bakre kontor, på engelska back office.

## IT-system
Till viss del har begreppet back office blivit synonymt med företags och även myndigheters informationssystem, i synnerhet databaser, serverparker (för till exempel E-post och affärssystem), arbetsstationer osv. Tidigare användes ofta begreppet automatisk databehandling synonymt med dessa system, då med betydelsen administrativ databehandling.
På 1970-talet och 1980-talet utvecklades i Sverige inom Datasaab och Ericsson Information Systems flera generationer back office-system, vilka idag till större delen har ersatts av system från internationella företag som Microsoft eller SAP AG.